# Lèxic vilafranquí
Vilafranca és un poble que està molt prop d'Aragó i per això la gent al parlar té interferències castellanes.

## Mots populars
Paraules correctes que caracteritzen el lèxic d'aquest municipi.
Caletxa: És un camí de pedres estret, delimitat per parets de pedra en sec.
Artiga: Tros de terreny on sol hi haure una caseta i diferents cultius.

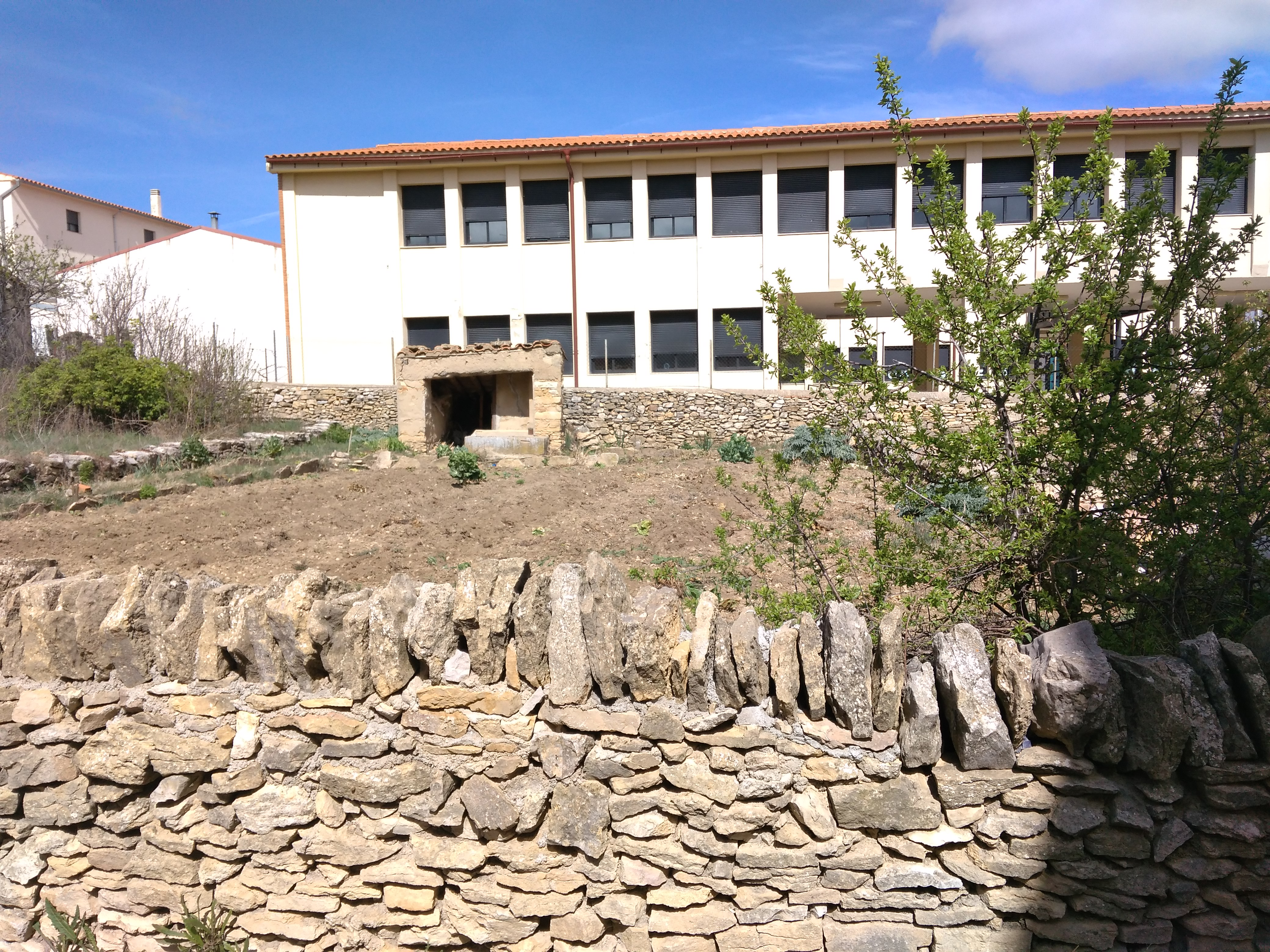
artiga

Perxi: Habitacions més altes d'una casa.
Farda: Esquirol.
Solsida: Enderroc, caiguda de parets de pedra.
Motxo: Pal de fregar.
Mançana: Poma.
Remorar: Renyir.

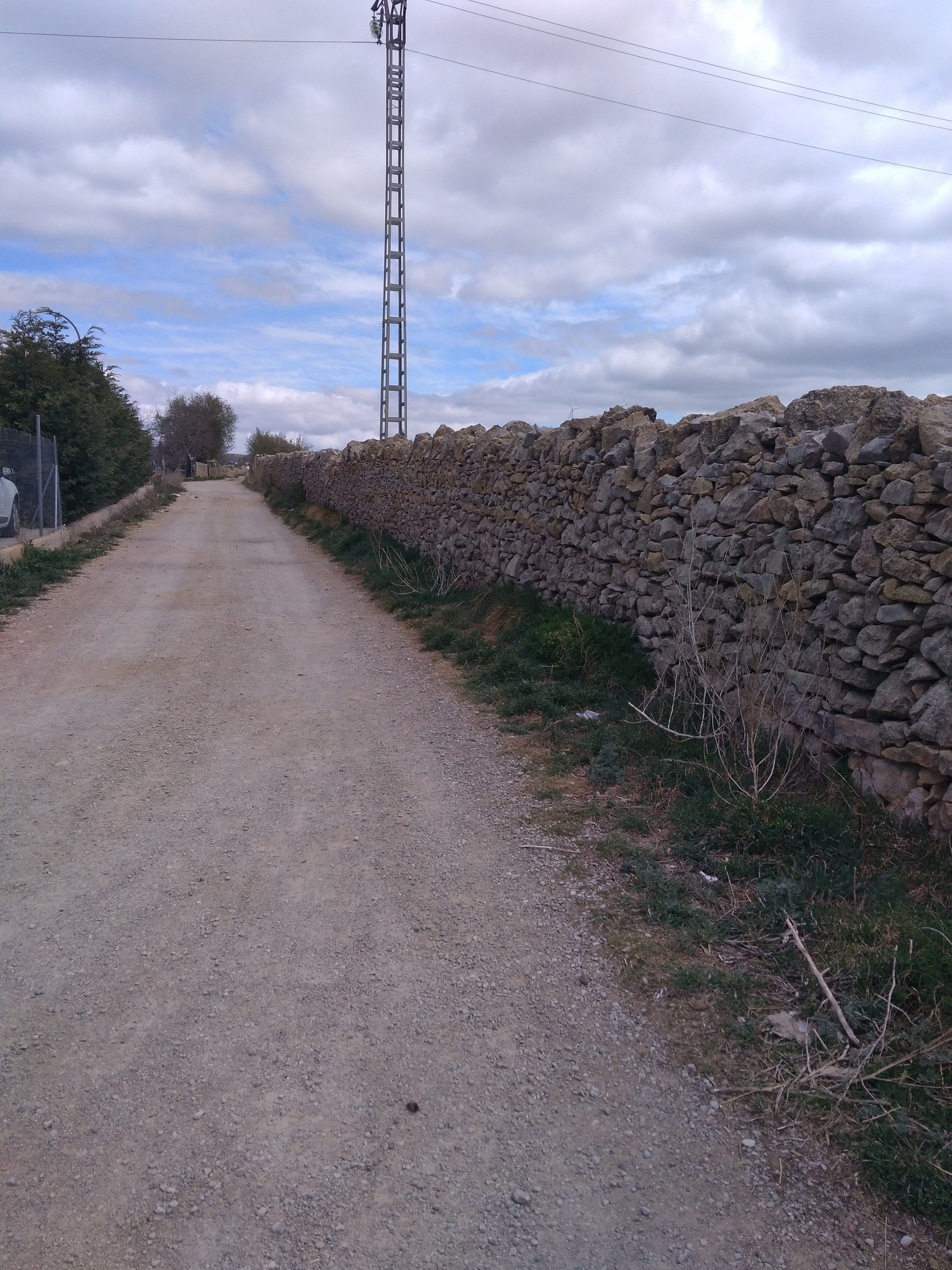
caletxa

Combregar: Administrar el sagrament de l'eucaristia.
Arabogues: Aigua-neu.
Falsa: Pis més alt d'una casa.
Soriero: Persona xafardera.
Sagal/a: Noi/a de 10 a 15 anys.
Tavella: Bajoca.